# Alphonse Hörning
Alphonse Hörning (fl. XX secolo) è stato un bobbista svizzero.

## Biografia
Viene ricordato come vincitore di una medaglia d'oro nel bob a quattro, vittoria ottenuta ai campionati mondiali del 1939 (edizione tenutasi a Cortina d'Ampezzo, Italia) insieme ai suoi connazionali Fritz Feierabend, Heinz Cattani e Joseph Beerli
Totalizzarono un tempo migliore rispetto a quella britannica (medaglia d'argento) e tedesca (medaglia di bronzo).